# Новороговское сельское поселение
Новороговское сельское поселение — муниципальное образование в Егорлыкском районе Ростовской области. 
Административный центр поселения — станица Новороговская.

## Административное устройство
В состав Новороговского сельского поселения входит 1 населённый пункт:
- станица Новороговская.

## Население
| 2010  | 2012  | 2013  | 2014  | 2015  | 2016  | 2017  |
| ----- | ----- | ----- | ----- | ----- | ----- | ----- |
| 1568  | ↘1551 | ↘1519 | ↘1490 | ↗1501 | ↗1510 | ↘1489 |
| 2018  | 2019  | 2020  | 2021  |       |       |       |
| ↘1485 | ↘1483 | ↘1466 | ↘1429 |       |       |       |